# شبيه القمر

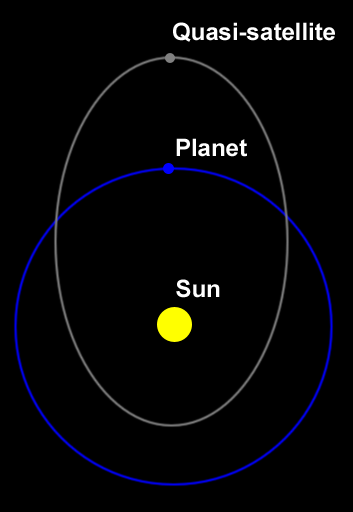
رسم بياني لمدار شبيه القمر

شبيه القمر (بالإنجليزية: Quasi-satellite)‏ هو جرم فلكي صغير (كويكب) مميز في حالة مدارية مشتركة مع كوكب (1: 1 الرنين المداري) بحيث يبقى الجسم قريبا من الكوكب على مدى فترات مدارية كثيرة. مدار شبيه القمر حول الشمس يستغرق بالضبط نفس الوقت الذي يستغرقه الكوكب في مداره، ولكن لديه انحراف مداري مختلف (عادة أكبر)، كما هو مبين في الرسم البياني على اليسار. عندما ينظر إليه من منظور هذا الكوكب، سوف يظهر شبيه القمر في حلقة تراجعية مستطيلة حول الكوكب. ويدور شبيه القمر حول الكوكب المصاحب له مرة واحدة في العام في الاتجاه المعاكس، ولكن بسرعة متفاوتة، وربما ليس في مستوى مسير الشمس . وبالنسبة لموقع شبيه القمر في المدار حركتة تكون بسرعة ثابتة في مسير الشمس ويرسم أنالمة في سماء الكوكب، في دورتة مرة واحدة في السنة.
وعلى النقيض من الأقمار الطبيعية الحقيقية، مدارات أشباه الأقمار غير مستقرة وتقع خارج مجال هيل للكوكب، ومع مرور الوقت تميل إلى أن تتطور إلى أنواع أخرى من الحركة الرنانة، حيث لا تبقى مجاورة للكوكب، ثم ربما في وقت لاحق تنتقل مرة أخرى إلى مدار أشباه الأقمار
أنواع أخرى من المدارات (في الرنين المداري 1: 1 ) مع كوكب تتضمن مدار حدوة حصان ومدارات الشرغوف حول نقطة لاغرانج ولكن الأجسام في هذه المدارات لا تبقى قرب خط طول الكوكب خلال العديد من الدورات حول النجم.ومن المعروف أن الأجسام في مدارات حدوة الحصان في بعض الأحيان تنتقل على نحو دوري إلى مدار أشباه الأقمار للأجل لايدم طويلا.
ويصعب والتفريق بينها. مثال على مثل هذا الجرم 2002 إيه إيه 29.
يتم استخدام عبارة «متزامنة مع الأرض» في بعض الأحيان لوصف أشباه الأقمار التابعة للارض، لتزامن حركتها حول الشمس مع كوكب الأرض. ومع ذلك، هذا الاستخدام غير تقليدي ومربك . وبشكل تقليدي اتجاه دوران الأقمار المتزامنة مع الأرض يكون من الغرب إلى الشرق، في فترات مدارية يتم مزامنتها إلى الحركة الدورانية للأرض حول محورها.

## أمثلة

### الزهرة
شبيه قمر كوكب الزهرة الكويكب 2002 VE68. كويكب يعبر مدار عطارد والأرض ويبدو أنه «رفيق» للزهرة للسنوات الـ 7000 الماضية فقط أو نحو ذلك ومقدر أن يتم إخراجه من هذا النسق المداري خلال نحو 500 سنة من الآن.

### الأرض

مدار كرويثن 3753 ومدارالأرض على مدار السنة (في الفترة من سبتمبر 2007 إلى أغسطس 2008).ويبدو أنهما يتبعان بعضهما البعض.

اعتبارا من عام 2016، الأرض لديها العديد من أشباه الأقمار المعروفة:(164207) 2004 GU9,
(277810) 2006 FV35,
2013 LX28,
2014 OL339
والكويكب Ho3.
الكويكب Ho3 تم اكتشافة شبيه القمر هذا لأول مرة في 27 أبريل عام 2016، من قبل تلسكوب المسح البانورامي ونظام الاستجابة السريعة (بان ستار) ويتوقع أن يكون مستقر في موقعة المداري لعدة مئات من السنين، على النقيض من الكويكب 2003 YN107 الذي غادر موقعه الشبه قمري -القريب من الأرض بعد بضع سنوات من اكتشافة. أشباه أقمار للأرض تميل إلى البقاء بين 38 و 100 ضعف مسافة القمر عن الأرض.
كرويثن 3753, 2002 إيه إيه 29, كويكب 2003 إبسيلون إن 107 و 2015 SO2 هي كواكب صغيرة في مدار حدوة حصان التي يمكن أن تمر بمرحلة انتقالية إلى مدار أشباة أقمار للارض. الكويكب 2003 YN107 كان في مدار شبه قمري بين عامي 1996-2006.

### نبتون
(309239) 2007 RW10 شبيه قمر مؤقت لكوكب نبتون . لحوالي 12,500 سنة، وسوف يبقى في تلك الحالة الديناميكية لحوالي 12,500 سنة أخرى.

### الكواكب الأخرى
على أساس المحاكاة الحاسوبية يعتقد أن أورانوس ونبتون يسيطران على أشباة أقمار ويحتمل على مدى عمر النظام الشمسي (حوالي 4.5 مليار سنة). ولن تبقى مدارات أشباة الأقمار سوى 10 ملايين سنة بالقرب من كوكب المشتري و 100,000 سنة قرب زحل. ومن المعروف أن كوكب المشتري وزحل تملك أشباة أقمار.

### أشباه أقمار زائفة
في أوائل عام 1989، تم حقن المركبة الفضائية السوفيتية فوبوس 2 في مدار شبه قمري حول قمر المريخ فوبوس ،في مدار نصف قطره المتوسط حوالي 100 كيلومتر (62 ميل) من فوبوس. ووفقا للحسابات، كان يمكن أن تبقى المركبة عالقة في محيط فوبوس لعدة شهور. لكن فقدت المركبة الفضائية بسبب خلل في نظام التحكم على متنها.

### أشباه أقمار عرضية
من المعروف أن بعض الأجسام أشباه أقمار عرضية، الأمر الذي يعني أنها لا تجبر على ذلك تحت تأثير جاذبية الجرم الذي هي شبه قمر له (في الغالب كوكب). ومن المعروف أن الكواكب الصغيرة سيريس، فيستا، وبلوتو لديها أشباه أقمار عرضية. في حالة بلوتو، شبيه القمر العرضي المعروف هو الجرم وراء نبتوني 15810 Arawn وهو مثل بلوتو،بلوتينو ، وأجبر على أن يكون في هذا الوضع تحت تأثير جاذبية نبتون. هذا السلوك الديناميكي دوري ليصبح 15810 Arawn شبيه قمر لبلوتو كل 2.4 مليون سنة ويبقى في ذلك الوضع ما يقرب من 350,000 سنة.